# Carcosa Seri Negara

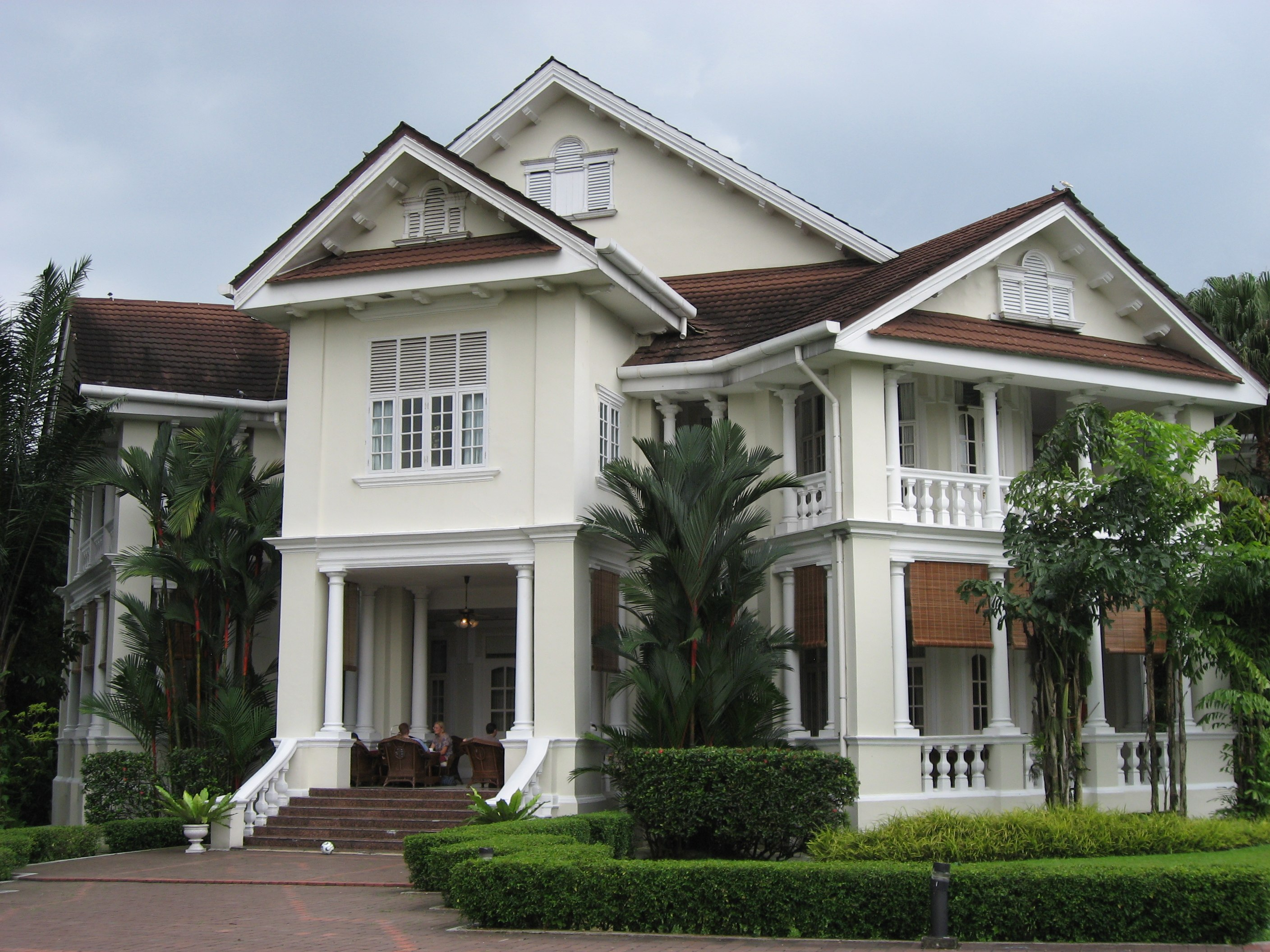
Carcosa Seri Negara

Carcosa Seri Negara ist ein repräsentatives Anwesen auf zwei nebeneinanderliegenden Hügeln in den Perdana Botanical Gardens, Kuala Lumpur, Malaysia. Die Gebäude waren ursprünglich die offizielle Residenz und das Gästehaus des British High Commissioners in Malaya. Heute gehören sie der Regierung von Malaysia (Kerajaan Persekutuan Malaysia). Der Name ist eine Verbindung der Namen von zwei Kolonial-Gebäuden die auf dem Gelände stehen: der Residenz, „Carcosa“ (1898), und des Gästehaus’, „Seri Negara“ (1913).
Die Gebäude hatten große Bedeutung in der Malaysischen Unabhängigkeitsbewegung (Hari Merdeka). Mehrere wichtige Treffen wurden dort abgehalten. Seit der Unabhängigkeit 1957 diente das Gebäudeensemble als Residenz für hochrangige Staatsgäste (1957–1989) und von 1989 bis 2015 als Luxushotel. Seit 2017 ist es ein Museum.

## Gebäude
Carcosa Seri Negara sind zwei Gebäude, das größere Carcosa und das kleinere Seri Negara („King’s House“). Sie sind im neugotischen Stil, beziehungsweise im Tudor-Revival-Stil erbaut.

### Carcosa
Das Carcosa-Herrenhaus wurde 1896 bis 1897 als die offizielle Residenz von Sir Frank Swettenham gebaut. Er war der erste British High Commissioner der damaligen Federated Malay States (Resident-General of the Federated Malay States). Das Gebäude wurde von Arthur Benison Hubback unter Mitarbeit des State Engineer des Selangor Public Work Department Charles Edwin Spooner errichtet und einige Details gehen wohl auf Arthur Charles Alfred Norman zurück.

„Sir,

in der Aprilausgabe bat mich Ihr Korrespondent in Malaya, höflich, ihm zu sagen warum Ich den Namen „Carcosa“ für das Haus vergab, welches geplant und gebaut wurde für mich in Kuala Lumpur durch den späten Mr. C.E. Spooner, unterstützt von Mr. A.B. Hubback - wie es seinerzeit war - und ich habe keine Einwände dagegen die Frage zu beantworten auch wenn die einfache Wahrheit eine ganze Reihe von tollen Geschichten zerstören wird. Als dieses Haus fertiggestellt wurde und bewohnt las ich gerade ein Buch, welches mich interessierte. Es hieß „Der König in Gelb“ (The King in Yellow) und am Anfang des Buches gab es einige Verse mit einer Notiz die erklärte, dass sie aus Cassildas Lied im „König in Gelb“, Akt 1, Szene 2 stammten. Hier sind zwei Strophen:

„Unheimlich ist die Nacht wo schwarze Sterne aufgehen,

Und Zwillingsmonde in den Himmeln kreisen,

Aber noch unheimlicher ist noch immer

das verlorene Carcosa.“

„Lied meiner Seele, meine Stimme ist tot;

Sterbe Du, ungesungen, wie Tränen ungeweint

Trocknen sollen und sterben im

verlorenen Carcosa.“

Ich habe das Gebäude des Resident Generals nicht „Regierungshaus,“ oder „Königshaus“ benannt, weil keine dieser Bezeichnungen in ein Protected States angebracht erschien. Ich gab ihm keinen malayischen Namen, weil es die Residenz eines britischen Beamten ist; so nahm ich einen Namen aus einem Buch, wie es schon früher oft gemacht worden ist.
Zu dem Wort Carcosa, ich glaube es war das Schloss des King in Yellow, aber das Buch erklärt nichts über den Ort oder auch seinen Bewohner. Dies kann wohl im Theaterstück gefunden werden, zu dem es jedoch nur gelegentliche Anspielungen gemacht werden. Wahrscheinlich ist es ein Wort welches aus der Fantasie des Autors geschaffen wurde, auch wenn es wie eine Kombination der Italienischen Worte cara und casa aussieht, was bedeuten würde “Erstrebenswerte Wohnung,” als welche ich es in der Tat erfuhr.
Die einzige seltsame Tatsache ist, das dieser Name prophetisch war, denn, so wich ich es verstehe, hat das Haus seinen Namen verloren und ist daher, “Lost Carcosa.” Der Bewohner, wurde mir gesagt, wird nun  mit „F.S.“ betitelt, anstatt mit „R.G.“
Hochachtungsvoll,

Frank Swettenham

19 April 1936.“

### Seri Negara
Seri Negara (malaiisch „Schönes Land“) war ursprünglich bekannt als Governor’s Residence und wurde 1913 als das offizielle Gästehaus des Gouverneurs des Straits Settlements gebaut. Später wurde es King’s House genannt.

## Geschichte

### Kolonial-Malaya
Swettenham zog noch während der Bauarbeiten in Carcosa ein und die offizielle Einweihungsparty wurde erst am 28. August 1898 gefeiert. Während des Zweiten Weltkrieges befand sich das Hauptquartier der Kaiserlich Japanischen Armee während der japanischen Besetzung Malayas im Carcosa Seri Negara.
Die Verfassung von Malaysia (Perlembagaan Persekutuan Malaysia) wurde in Seri Negara zwischen 1955 und 1957 entworfen. Das Federation of Malaya Agreement wurde am 8. August 1957 im King’s House unterzeichnet, Danach wurde das Anwesen am 31. August 1957 vom British High Commissioner geräumt, als es an die malayische Regierung übergeben wurde. Zunächst wurde es als Istana Tetamu (Gästepalast) eröffnet. Zahlreiche Würdenträger, inklusive Queen Elizabeth II. (1986), übernachteten dort.

### Nach der Unabhängigkeit
Mit der anstehenden Unabhängigkeit der Federation of Malaya im September 1956 übergab der Chief Minister of Malaya, Tunku Abdul Rahman, die Urkunden des Carcosa und seiner 40 acre (16,19 ha) Land an die Britische Regierung als Geschenk und Pfand des guten Willens. Er brachte eine Resolution in das Federal Legislative Council ein, in welchem es hieß: „Dass dieser Rat bestätigen möge, ein Geschenk des Hauses und Gebäudes, bekannt als „Carcosa“, zusammen mit den Gärten und dem zugehörigen Land, als ein Pfand des guten Willens des Malayischen Volkes für die Regierung ihrer Majestät, als Residenz und Büro des zukünftigen Repräsentanten dieser Regierung in einer Unabhängigen Föderation.“ Carcosa wurde dann die Residenz einer Reihe von British High Commissioners (Diplomaten).
Carcosa wurde wieder zum „Thema“ als junge radikale Politiker, speziell Anwar Ibrahim und Mahathir bin Mohamad, dessen Mentor, es wieder ins Gespräch brachten. Tun Daim Zainuddin führte die Campagne an, das Gebäude erneut für die Malaysische Regierung zu erwerben. 1987 wurde die Eigentümerschaft am Carcosa-Anwesen an die Regierung von Malaysia übergeben.

### Hotel
Bald nach der Erwerbung durch den Staat ging die malaysische Regierung daran das Anwesen in ein Hotel umzuwandeln. 1989 wurde es eröffnet und in der Folge an unterschiedliche Betreiberfirmen verpachtet: die malaysische Landmark Hotels and Realty (1989–2010) und dann an Saujana Hotels & Resorts (die Hotelfirma der Peremba Group, 2010–2016). Von 2004 bis 2010 betrieb die singapurische General Hotel Management das Hotel. Die Pacht wurde für einen verlängerbaren 10-jahres Zeitraum festgelegt.
Sowohl Carcosa als auch der Guest’s Palace dienten als Hotels, letzteres wurde in Seri Negara umbenannt. Das Hotel wird als luxuriöses Heritage Boutique Hotel betrieben und ein Großteil der Kolonialarchitektur und der Innenausstattung wurden erhalten, sorgfältig angepasst und ergänzt mit einem kolonial-artigen Hotelservice. Im ersten Jahr als Hotel diente Carcosa Seri Negara als temporäre offizielle Residenz für Elizabeth II. und Prinz Philip, als sie an dem Commonwealth Heads of Government Meeting 1989 teilnahmen, welches in Kuala Lumpur abgehalten wurde. 2000 wurde Carcosa in sieben Suites unterteilt und Seri Negara in sechs weitere, jede mit persönlichem Butler.
Nach der Verpachtung wurde das Anwesen im Dezember 2010 offiziell von Landmark an Saujana übergeben und nur Seri Negara nahm den Betrieb als Hotel auf, führte aber die Marke Carcosa Seri Negara weiter. Das Carcosa wurde großenteils leer gelassen und erhielt nur die notwendigsten Wartungsarbeiten. Nach dem Auslaufen der Pacht von Saujana im Dezember 2015 wurde das Hotel komplett für gewerbliche Zwecke geschlossen und das Anwesen unter die Obhut der Property and Land Management Division des Prime Minister’s Department. Es gab Pläne das Management an die Verwaltung der Kuala Lumpur City Hall zu übergeben, und eine andere Hotelgesellschaft mit dem Betrieb zu beauftragen.
Logo:
Das Logo für Carcosa Seri Negara wurde 1989 von Johan Design Associates (JDA) entworfen.
Afternoon Tea:
Ein Markenzeichen des Carcosa Seri Negara war der englische Afternoon Tea, welcher im eleganten Drawing Room (Zeichenkabinett), oder auf der Verandah serviert wird.

### Museum
Im April 2017 unterzeichnete Asian Heritage Museum (AMH) einen 3-jährigen Pachtvertrag für das Carcosa Seri Negara bis 2020. In dieser Zeit sollten alle Reparaturarbeiten ausschließlich vom Museum übernommen werden. Jedoch bereits ein Jahr vor der festgesetzten Übergabe im März 2019, wurde AHM vom Federal Land Commissioner aus dem Gebäude geworfen ohne Begründung und auch die Übernahmenote wurde erst einen Monat später zugestellt.

## In der Populärkultur
- Szenen für The 7th Dawn wurden im Carcosa Seri Negara gedreht.[10]
- Das Gebäude war ebenfalls Kulisse für einen Pit Stop von The Amazing Race: All-Stars.[14]
- Szenen aus dem Film Crazy Rich Asians (2018) wurden ebenfalls im damals leerstehenden Carcosa Seri Negara gefilmt. Sie sind eigentlich im alten Young Nansion, (Tyersall Park) in Singapur verortet.[15]
- In der Fernsehproduktion The Singapore Grip dient das Carcosa Seri Negara als Residenz der Blacketts und Mr Webb.[16]